# Zona metropolitana de Ciudad de México
La Zona Metropolitana de Ciudad de México, antes Zona Metropolitana del Valle de México (ZMVM) es el área metropolitana formada por la Ciudad de México, 45 municipios del estado de México y 2 municipios del estado de Hidalgo. De acuerdo con el censo realizado por el Instituto Nacional de Estadística y Geografía en 2020, esta región concentra una población de 21 436 911 habitantes, lo que representa aproximadamente una quinta parte de la población total del país. Solo la Ciudad de México alberga a 9 209 944 personas.
La zona metropolitana concentra el mayor número de negocios y de actividades comerciales en la Ciudad de México, por lo que es de suma importancia para la actividad económica tanto de la ciudad como del país.
La Ciudad de México ha sido, durante buena parte de la historia del México independiente, su principal centro económico. En el siglo XIX, las municipalidades periféricas de la entidad poseían una economía basada en la agricultura y el comercio de los bienes producidos por esta actividad y otras manufacturas complementarias. Tanto los productos agropecuarios como los obrajes eran bienes de consumo cuyo principal punto de comercio era Ciudad de México. Esta, por su carácter de capital nacional, se especializaba en la prestación de servicios asociados a la administración pública. Algunos de sus habitantes también eran trabajadores agrícolas, pero casi todos ellos estaban concentrados en los sectores de servicios y la incipiente industria.

## Definición de la zona metropolitana
El término zona metropolitana se acuñó y desarrolló en los Estados Unidos a partir de la década de 1920 y se utiliza la mayoría de las veces para referirse a una ciudad “grande” cuyos límites rebasan los de la unidad político-administrativa que originalmente la contenía; en el caso de México, dicha unidad es el municipio.[cita requerida]
Desde la década de 1940, ante la creciente conurbación alrededor de Ciudad de México, se habían propuesto la definición y establecimiento de los límites. Algunas de las propuestas de ese entonces serían la base para los programas de abatimiento de la contaminación ambiental de la década de 1980. Sin embargo, ninguna de estas definiciones era universal y no se había creado ninguna comisión para que los proyectos fuesen administrados de manera conjunta por las diversas entidades y municipalidades que conformaban el área metropolitana.[cita requerida]
El 22 de diciembre de 2005, el gobierno de la Ciudad de México y del Estado de México acordaron establecer una definición oficial de la zona metropolitana del Valle de México (ZMVM). Según esta definición, la ZMVM está formada por las 16 demarcaciones de la Ciudad de México (desde 2017, denominadas alcaldías), 45 municipios del Estado de México y 2 municipios de Hidalgo. También se acordó que la mayor parte de los planes urbanísticos serían administrados por comisiones metropolitanas.[cita requerida]

### Partes integrantes de la zona metropolitana
La Zona Metropolitana del Valle de México está delimitada por las 16 alcaldías de Ciudad de México, con 9 209 944 habitantes, 45 municipios del estado de México, con 11 996 195 habitantes, y 2 municipios del estado de Hidalgo, con 230 772 habitantes.
| Clave INEGI | Municipio                   | Entidad          | Población (2000) | Población (2010) | Población (2015) | Población (2020) | Tasa de crecimiento medio anual 2000-2010 (%) | Superficie (km²) | Densidad media urbana (hab/ha) |
| 09002       | Azcapotzalco                | Ciudad de México | 441 008          | 414 711          | 400 161          | 432 205          | -0.6                                          | 33.5             | 189.0                          |
| 09003       | Coyoacán                    | Ciudad de México | 640 423          | 620 416          | 608 479          | 614 447          | -0.3                                          | 53.9             | 194.4                          |
| 09004       | Cuajimalpa                  | Ciudad de México | 151 222          | 186 391          | 199 224          | 217 686          | 2.0                                           | 71.5             | 89.5                           |
| 09005       | Gustavo A. Madero           | Ciudad de México | 1 235 542        | 1 185 772        | 1 164 477        | 1 173 351        | -0.4                                          | 87.9             | 200.2                          |
| 09006       | Iztacalco                   | Ciudad de México | 411 321          | 384 326          | 390 348          | 404 695          | -0.7                                          | 23.1             | 210.4                          |
| 09007       | Iztapalapa                  | Ciudad de México | 1 773 343        | 1 815 786        | 1 827 868        | 1 835 486        | 0.2                                           | 113.2            |                                |
| 09008       | La Magdalena Contreras      | Ciudad de México | 222 050          | 239 086          | 243 886          | 247 622          | 0.7                                           | 63.4             | 162.3                          |
| 09009       | Milpa Alta                  | Ciudad de México | 96 773           | 130 582          | 137 927          | 152 685          | 2.9                                           | 298.2            | 47.3                           |
| 09010       | Álvaro Obregón              | Ciudad de México | 687 020          | 727 034          | 749 982          | 759 137          | 0.5                                           | 95.9             | 193.5                          |
| 09011       | Tláhuac                     | Ciudad de México | 302 790          | 360 265          | 361 593          | 392 313          | 1.7                                           | 85.8             | 135.8                          |
| 09012       | Tlalpan                     | Ciudad de México | 581 781          | 650 567          | 677 104          | 699 928          | 1.1                                           | 314.5            | 119.9                          |
| 09013       | Xochimilco                  | Ciudad de México | 369 787          | 415 007          | 415 933          | 442 178          | 1.1                                           | 114.1            | 93.8                           |
| 09014       | Benito Juárez               | Ciudad de México | 360 478          | 385 439          | 417 416          | 434 153          | 0.7                                           | 26.7             | 157.1                          |
| 09015       | Cuauhtémoc                  | Ciudad de México | 516 255          | 531 831          | 532 553          | 545 884          | 0.3                                           | 32.5             | 215.6                          |
| 09016       | Miguel Hidalgo              | Ciudad de México | 352 640          | 372 889          | 364 439          | 414 470          | 0.5                                           | 46.4             | 186.7                          |
| 09017       | Venustiano Carranza         | Ciudad de México | 462 806          | 430 978          | 427 263          | 443 704          | -0.7                                          | 33.9             | 209.5                          |
| 13013       | Atotonilco de Tula          | Hidalgo          | 24 848           | 31 078           |                  | 62 470           | 2.2                                           | 122.3            | 59.3                           |
| 13069       | Tizayuca                    | Hidalgo          | 46 344           | 97 461           | 119 442          | 168 302          | 4.2                                           | 76.7             | 1555.1                         |
| 15002       | Acolman                     | Estado de México | 61 250           | 136 558          | 152 506          | 171 507          | 8.1                                           | 86.9             | 78.8                           |
| 15011       | Atenco                      | Estado de México | 34 435           | 56 243           | 62 392           | 75 489           | 4.9                                           | 87.7             | 52.1                           |
| 15013       | Atizapán de Zaragoza        | Estado de México | 467 886          | 489 937          | 523 296          | 523 674          | 0.4                                           | 92.9             | 130.8                          |
| 15020       | Coacalco de Berriozábal     | Estado de México | 252 555          | 278 064          | 284 462          | 293 444          | 0.9                                           | 35.0             | 161.2                          |
| 15022       | Cocotitlán                  | Estado de México | 10 205           | 12 142           | 14 414           | 15 107           | 1.7                                           | 14.8             | 52.3                           |
| 15023       | Coyotepec                   | Estado de México | 35 358           | 39 030           | 41 810           | 40 885           | 1.0                                           | 39.9             | 48.6                           |
| 15024       | Cuautitlán                  | Estado de México | 75 836           | 140 059          | 149 550          | 178 847          | 6.1                                           | 40.8             | 125.0                          |
| 15025       | Chalco                      | Estado de México | 217 972          | 310 130          | 343 701          | 400 057          | 3.5                                           | 225.2            | 96.5                           |
| 15028       | Chiautla                    | Estado de México | 19 620           | 26 191           | 29 159           | 30 045           | 2.8                                           | 20.3             | 22.8                           |
| 15029       | Chicoloapan                 | Estado de México | 77 579           | 176 053          | 206 107          | 200 750          | 8.4                                           | 42.2             | 150.4                          |
| 15030       | Chiconcuac                  | Estado de México | 17 972           | 22 819           | 25 543           | 27 692           | 2.3                                           | 6.8              | 51.4                           |
| 15031       | Chimalhuacán                | Estado de México | 490 772          | 614 453          | 679 811          | 705 193          | 2.2                                           | 54.5             | 159.1                          |
| 15033       | Ecatepec de Morelos         | Estado de México | 1 622 697        | 1 656 107        | 1 677 678        | 1 645 352        | 0.2                                           | 156.2            | 164.6                          |
| 15035       | Huehuetoca                  | Estado de México | 38 458           | 100 023          | 128 486          | 163 244          | 9.7                                           | 119.8            | 76.8                           |
| 15037       | Huixquilucan                | Estado de México | 193 468          | 242 167          | 267 858          | 284 965          | 2.2                                           | 140.9            | 100.4                          |
| 15038       | Isidro Fabela               | Estado de México | 8168             | 10 308           | 11 726           | 11 929           | 2.3                                           | 79.7             | 17.6                           |
| 15039       | Ixtapaluca                  | Estado de México | 297 570          | 467 361          | 495 563          | 542 211          | 4.5                                           | 324.0            | 142.4                          |
| 15044       | Jaltenco                    | Estado de México | 31 629           | 26 328           | 27 825           | 28 217           | -1.8                                          | 4.7              | 157.7                          |
| 15046       | Jilotzingo                  | Estado de México | 15 086           | 17 970           | 19 013           | 19 877           | 1.7                                           | 116.5            | 20.8                           |
| 15053       | Melchor Ocampo              | Estado de México | 37 716           | 50 240           | 57 152           | 61 220           | 2.8                                           | 14.0             | 65.9                           |
| 15057       | Naucalpan de Juárez         | Estado de México | 858 711          | 833 779          | 844 219          | 834 434          | -0.3                                          | 157.9            | 192.8                          |
| 15058       | Nezahualcóyotl              | Estado de México | 1 225 972        | 1 110 565        | 1 039 867        | 1 077 208        | -1.0                                          | 63.3             | 226.8                          |
| 15059       | Nextlalpan                  | Estado de México | 19 532           | 34 374           | 39 666           | 57 082           | 5.6                                           | 61.0             | 31.3                           |
| 15060       | Nicolás Romero              | Estado de México | 269 546          | 366 602          | 410 118          | 430 601          | 3.0                                           | 232.6            | 86.5                           |
| 15069       | Papalotla                   | Estado de México | 3469             | 4147             | 3963             | 4862             | 1.7                                           | 3.2              | 19.4                           |
| 15070       | La Paz                      | Estado de México | 212 694          | 253 845          | 293 725          | 304 088          | 1.7                                           | 36.6             | 134.7                          |
| 15075       | San Martín de las Pirámides | Estado de México | 19 694           | 24 851           | 26 960           | 29 182           | 2.3                                           | 69.9             | 43.0                           |
| 15081       | Tecámac                     | Estado de México | 172 813          | 364 579          | 446 008          | 547 503          | 7.5                                           | 156.9            | 98.2                           |
| 15083       | Temamatla                   | Estado de México | 8840             | 11 206           | 12 984           | 14 130           | 2.3                                           | 29.2             | 37.2                           |
| 15084       | Temascalapa                 | Estado de México | 29 307           | 35 987           | 38 622           | 43 593           | 2.0                                           | 164.6            | 21.7                           |
| 15089       | Tenango del Aire            | Estado de México | 8486             | 10 578           | 12 470           | 11 359           | 2.2                                           | 38.0             | 41.0                           |
| 15091       | Teoloyucan                  | Estado de México | 66 556           | 63 115           | 66 518           | 65 459           | -0.5                                          | 31.0             | 44.2                           |
| 15092       | Teotihuacán                 | Estado de México |                  |                  | 56 993           | 58 507           |                                               | 83.16            |                                |
| 15093       | Tepetlaoxtoc                | Estado de México | 22 729           | 27 944           | 30 680           | 32 564           | 2.0                                           | 178.5            | 15.5                           |
| 15095       | Tepotzotlán                 | Estado de México | 62 280           | 88 559           | 94 198           | 103 696          | 3.5                                           | 207.1            | 55.4                           |
| 15099       | Texcoco                     | Estado de México | 204 102          | 235 151          | 240 749          | 277 562          | 1.4                                           | 428.1            | 45.9                           |
| 15100       | Tezoyuca                    | Estado de México | 18 852           | 35 199           | 41 333           | 47 044           | 6.2                                           | 16.5             | 37.0                           |
| 15103       | Tlalmanalco                 | Estado de México | 42 507           | 46 130           | 47 390           | 49 196           | 0.8                                           | 160.2            | 53.5                           |
| 15104       | Tlalnepantla de Baz         | Estado de México | 721 415          | 664 225          | 700 734          | 672 202          | -0.8                                          | 80.4             | 155.4                          |
| 15108       | Tultepec                    | Estado de México | 93 277           | 91 808           | 150 182          | 157 645          | -0.2                                          | 15.6             | 84.7                           |
| 15109       | Tultitlán                   | Estado de México | 432 141          | 524 074          | 520 557          | 516 341          | 1.9                                           | 70.8             | 155.6                          |
| 15120       | Zumpango                    | Estado de México | 99 774           | 159 647          | 199 069          | 280 455          | 4.7                                           | 223.6            | 45.0                           |
| 15121       | Cuautitlán Izcalli          | Estado de México | 453 298          | 511 675          | 531 041          | 555 163          | 1.2                                           | 110.1            | 126.5                          |
| 15122       | Valle de Chalco Solidaridad | Estado de México | 323 461          | 357 645          | 396 157          | 391 731          | 1.0                                           | 46.6             | 158.7                          |
| 15125       | Tonanitla                   | Estado de México | n.a.             | 10 216           | 9728             | 14 883           | n.a.                                          | 17.1             | 8.698                          |

## Problemas urbanos ocasionados por los planes futuros de conurbación

### Caso San Salvador Atenco
En 2001, el Gobierno Federal mexicano pretendió construir el nuevo Aeropuerto Internacional de la Ciudad de México en este municipio, pero los habitantes lo impidieron mediante un movimiento de resistencia civil que obligó al gobierno a suspender definitivamente la construcción. Este mostró la insatisfacción de la población sobre la oferta realizada por los distintos niveles de gobierno.
El 3 de mayo de 2006 los gobiernos estatal y municipal impidieron que un grupo de ocho vendedores de flores se reinstalara en una de las calles principales. Los floricultores pidieron el apoyo del Frente de Pueblos en Defensa de la Tierra del pueblo de Atenco con una brutal represión. Al día siguiente la Agencia de Seguridad Estatal ingresó para tomar control de la situación y detuvo a 211 personas.
A partir del 17 de febrero de 2009, el Comité Libertad y Justicia para Atenco lanzó la Campaña Nacional e Internacional Libertad y Justicia para Atenco, iniciativa civil y pacífica con la participación de varias personalidades de diversos ámbitos: escritores, artistas, organizaciones civiles y de derechos humanos así como ciudadanos.

### Caso Ejido Tequixquiac
El municipio de Tequixquiac no cuenta con Plan Municipal de Desarrollo Urbano, pese a que la ley lo exige debido a que ya rebasó los 10000 habitantes. La causa es la especulación de las autoridades del gobierno del estado de México sobre el suelo tequixquense que impulsó el exgobernador Arturo Montiel Rojas a través de la empresa Wilk SA. de CV. A pesar de lo que marca la ley, no se hicieron consultas públicas o ciudadanas para ver cuáles eran las posturas y demandas de los propios habitantes de municipio, sino que fue más bien un plan hecho en un despacho privado con intereses de militantes priistas que aseguraban ser propietarios de terrenos dentro de suelo ejidal para asociarse con desarrolladoras de unidades habitacionales, igual que sucedió con Huehuetoca o Zumpango de Ocampo que recientemente fueron decretadas ciudades bicentenario.

### Caso Ejido Santa María Apaxco
Como antecedentes, la declaración de Ciudad Bicentenario en el municipio de Huehuetoca y los problemas de la especulación inmobiliaria en el ejido del municipio de Tequixquiac que impulsó el exgobernador Arturo Montiel Rojas a través de la empresa Wilk SA en el año 2010 detonaron una serie de movimientos sociales y agrarios a finales de 2011, en Santa María Apaxco.
El mismo problema ocurrido en el ejido de Santiago Tequixquiac se repitió en el ejido de pueblo de Santa María Apaxco el 10 de noviembre de 2011, al conocerse la negociación de una zona denominada Cerro Colorado con los límites de los municipios de Huehuetoca y Tequixquiac; los campesinos se levantaron en contra de las autoridades locales y de las oficinas del PRI para exigir explicación, de lo cual dijeron que preferían donar esa propiedad para un equipamiento antes de que sean obligados a vender sus propiedades.

## Galería de imágenes

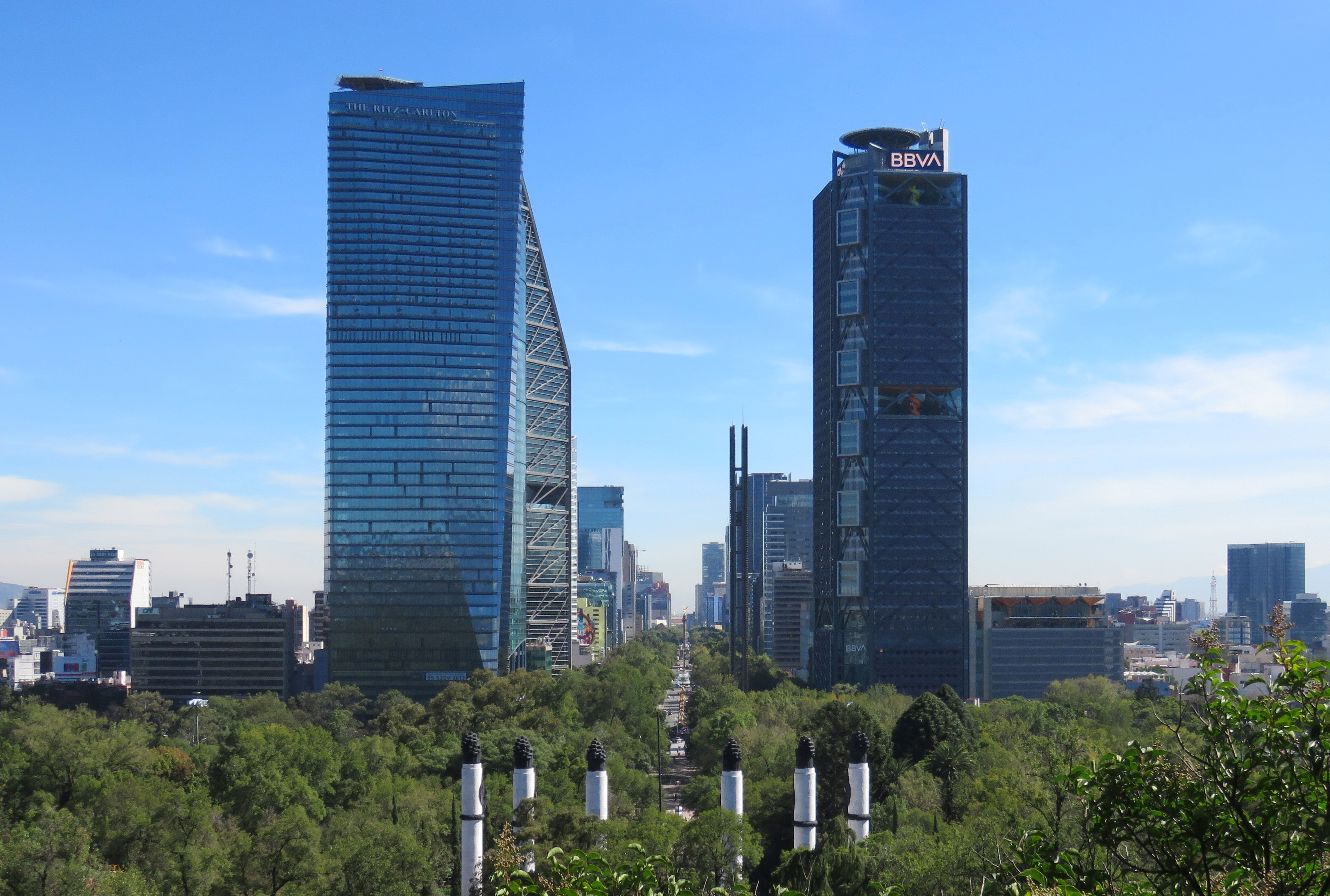
Paseo de la Reforma, principal centro financiero del país, alcaldía Cuauhtémoc.
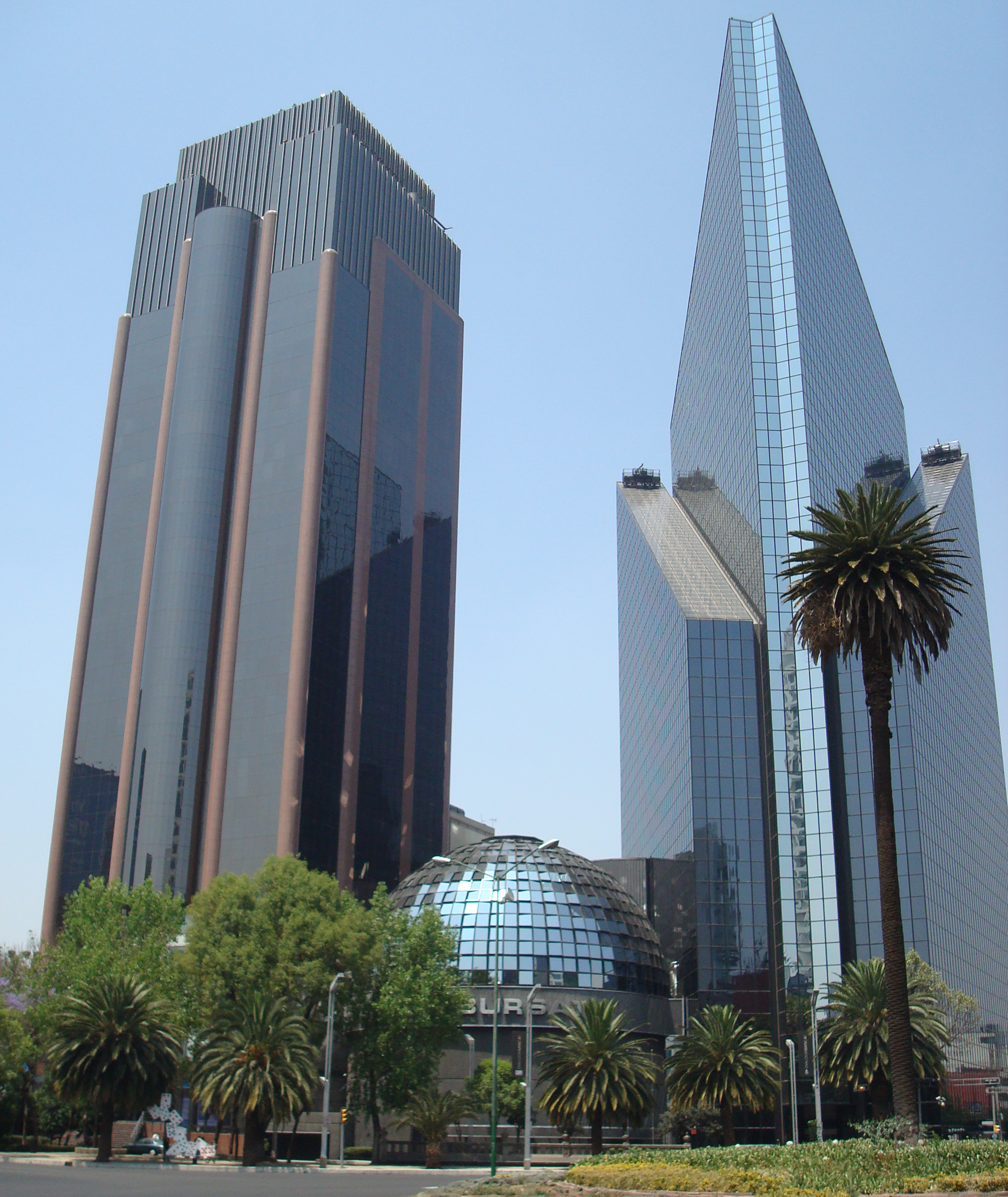
Edificio de la Bolsa Mexicana de Valores, alcaldía Cuauhtémoc.
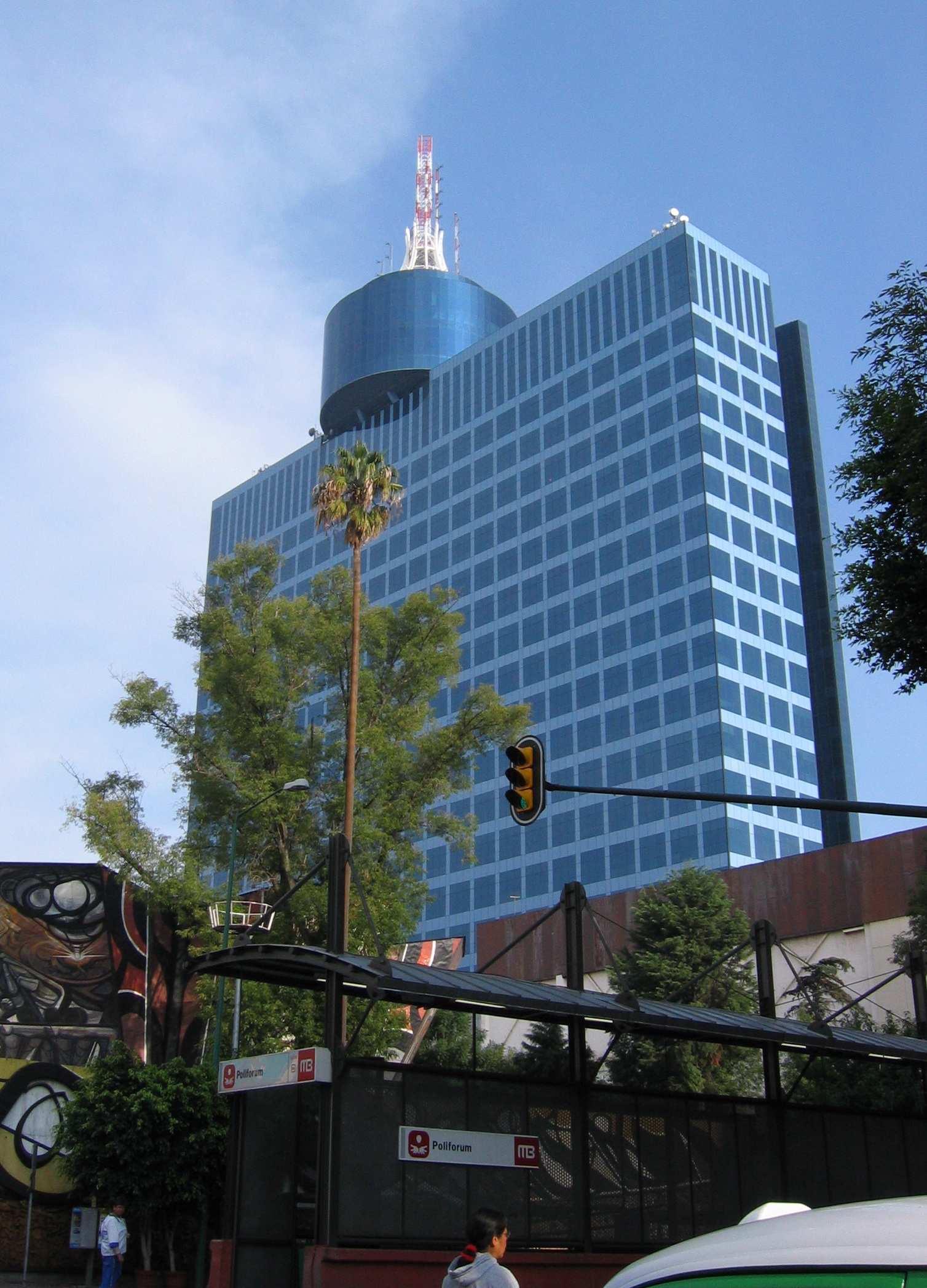
El World Trade Center Ciudad de México es el Centro Internacional de Exposiciones y Convenciones, alcaldía Benito Juárez.
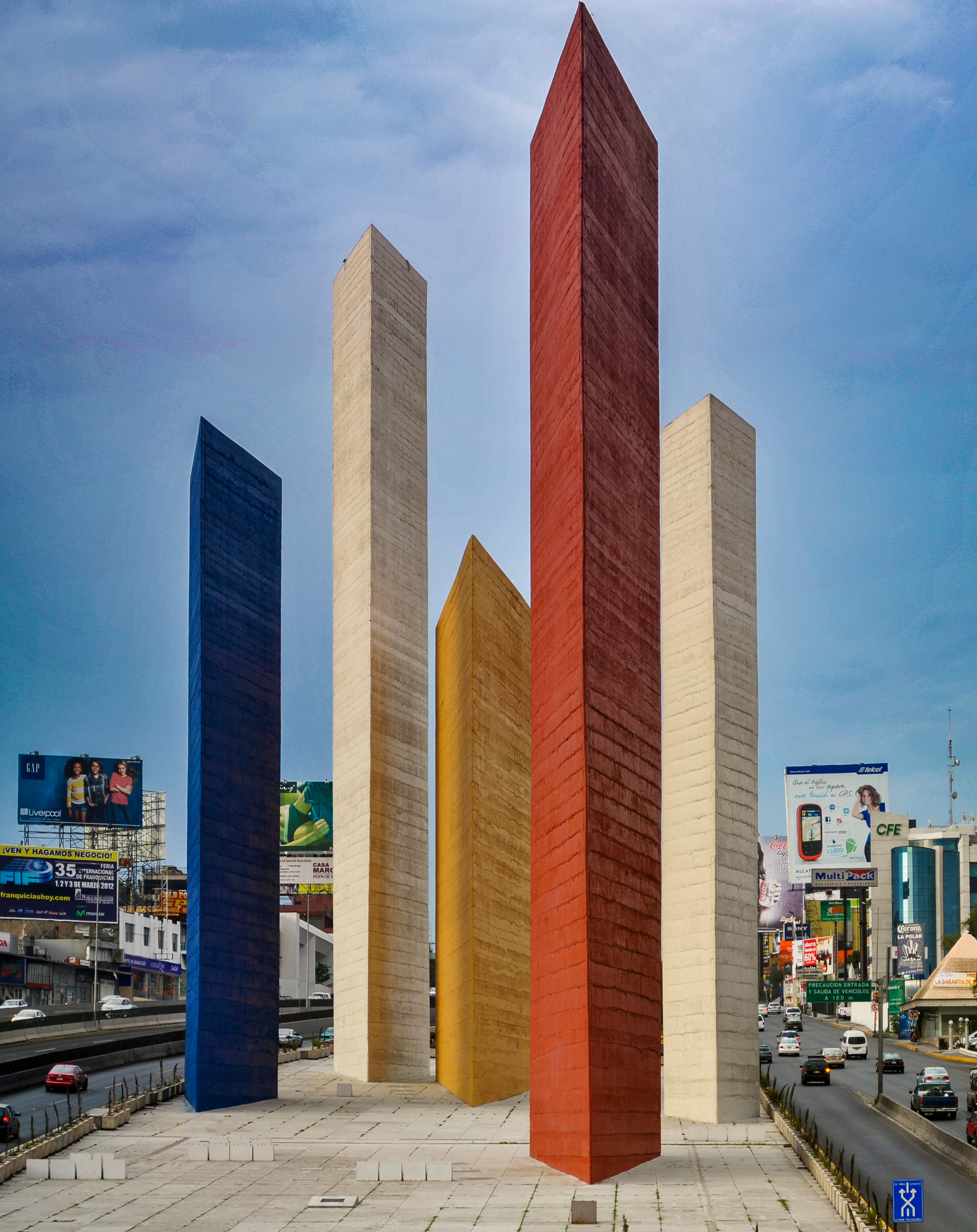
Las Torres de Satélite, en el municipio de Naucalpan de Juárez.
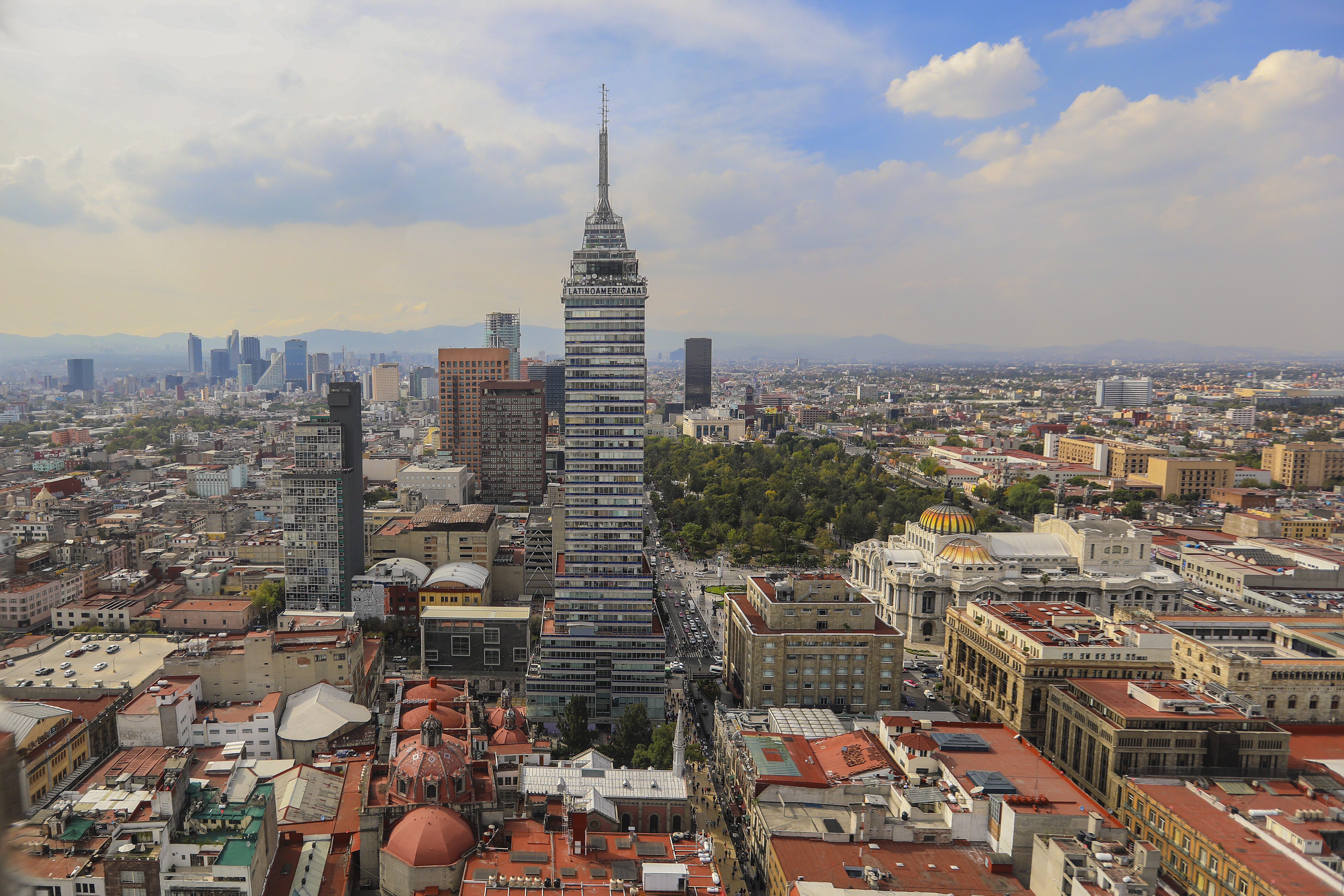
Centro Histórico de la Ciudad de México en vista a la Torre Latinoamericana, alcaldía Cuauhtémoc.
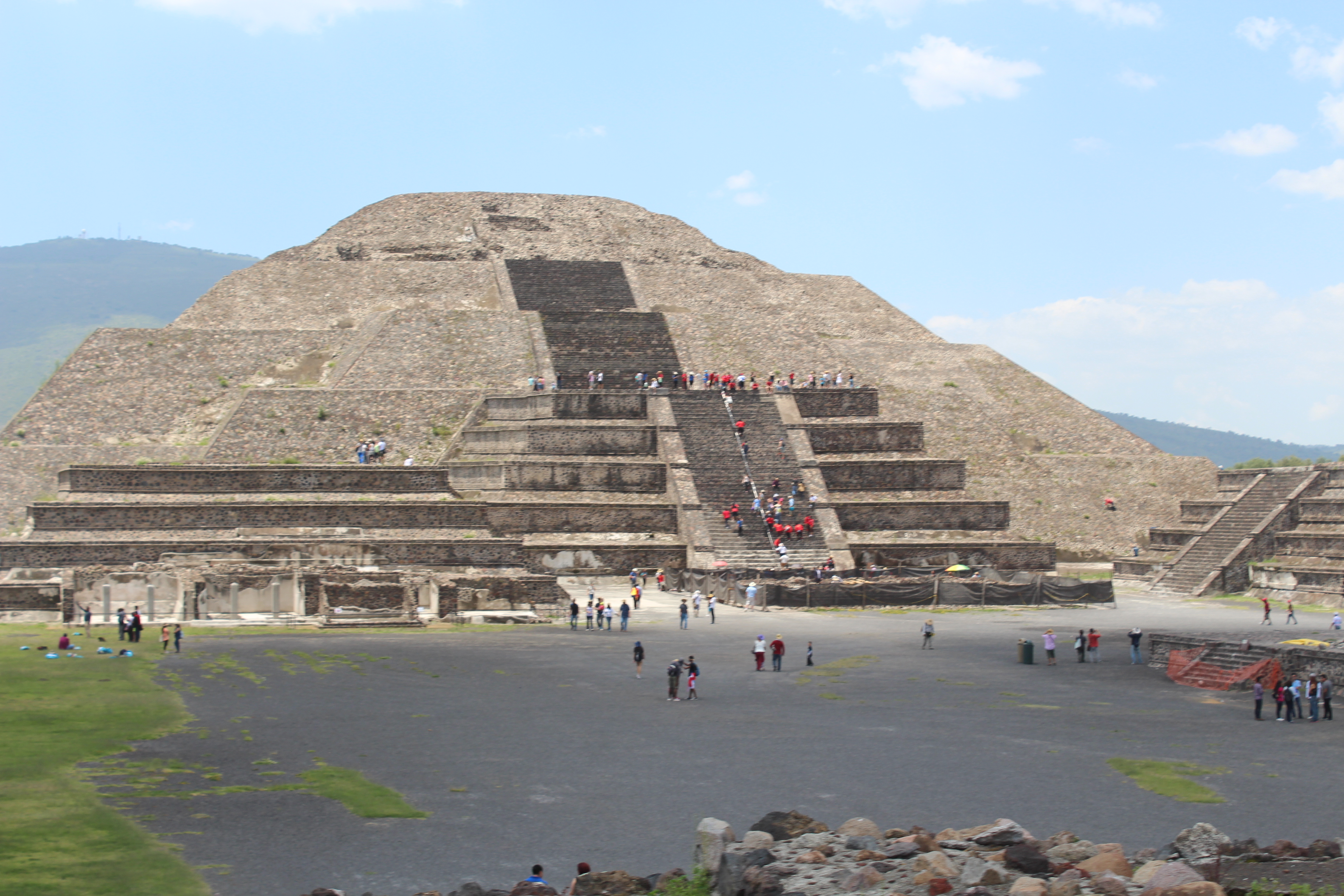
Zona arqueológica de Teotihuacán, en el municipio de Teotihuacán.
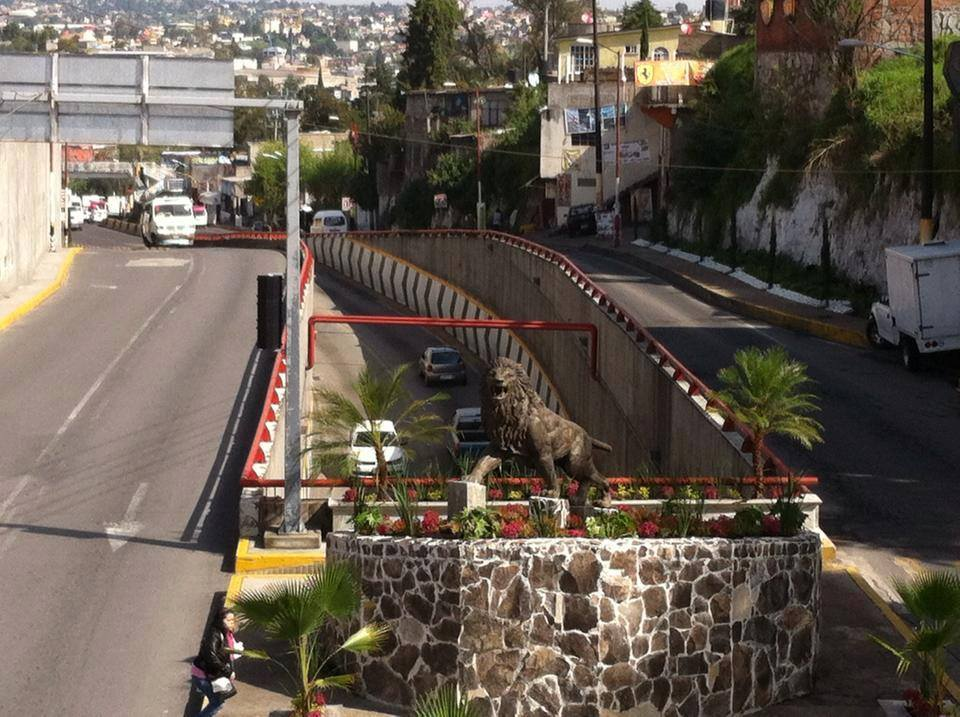
Paso a desnivel "Bramadero", en el municipio de Nicolás Romero.